# لامی
لامی(نام علمی: Canarium luzonicum) نام یک گونه درخت از سرده لامی‌ها است.
صمغ لامی به عنوان روغن و عصاره روغنی و به عنوان مواد خام و خشبو در عطرسازی و هم‌چنین در لاک و الکل و غیره به کار می‌رود.
در تحفه ٔ حکیم مؤمن در مورد لامی آمده‌است: صمغ درخت هندی است خوشبوی شبیه به بویی مرکب از بوی مُرّ و مصطکی و در رنگ مابین سفیدی و زردی، در آخر دوم گرم و خشک و مسخن و ملطف و مفتح سدد و رافع بلغم و جهت شکستگی اعضاء و ضعف عصب و امراض بارده و طلای او جهت جراحات و تحلیل ورمها و اعیا و قطع رایحه ٔ بد نافع و با آب مورد جهت تقویت اعضا و سرعت حرکت اطفال مؤثر و بخور او عرق آرنده و مصدع محرورین و مصلحش گشنیز و قدر شربتش نیم درهم است.